# Alibi
Alibi (latinsko alibi - drugje) je odsotnost osumljenca na kakem kraju, takrat, ko je bilo tam izvršeno kaznivo dejanje.
V kazenskem pravu dokazati alibi pomeni, da dokažemo, da je bil osumljenec drugje, ko je bilo izvršeno kaznivo dejanje.